# Feijoada

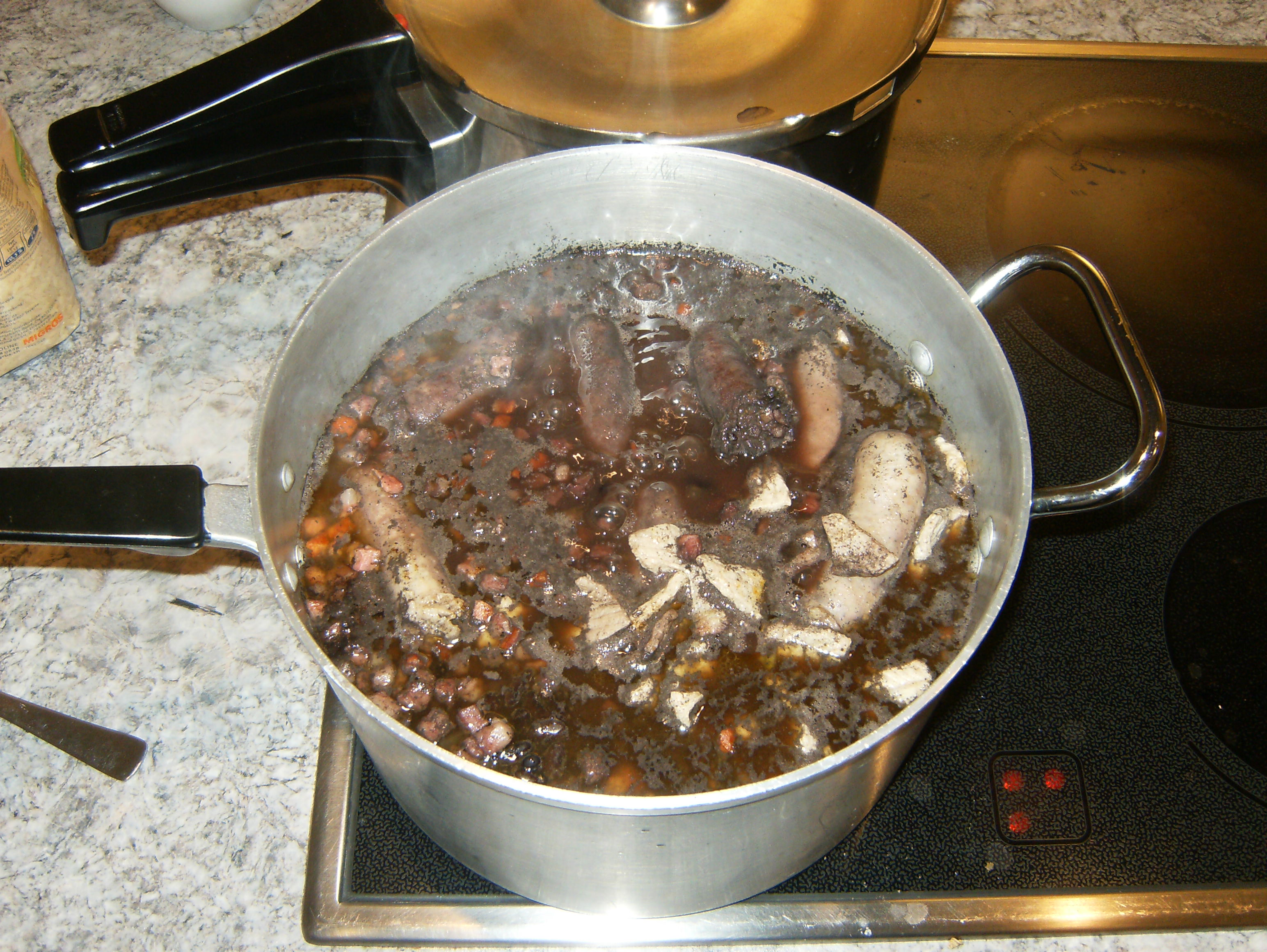
Cottura della feijoada di fagioli neri

La feijoada è un piatto tipico della cucina dei paesi lusofoni, quali Portogallo, Brasile, Angola, Capo Verde, Mozambico, Timor Est e Macao. Nella cucina brasiliana è probabilmente quello più noto e rappresentativo. Il termine deriva da feijão che in lingua portoghese sta per fagiolo, essendo questo uno degli ingredienti essenziali per tale piatto; per questo in italiano si potrebbe tradurre feijoada con fagiolata.

## Storia
Molti affermano che secondo la tradizione la feijoada è un piatto che risale al periodo storico in cui gli schiavi provenienti dall’Africa furono portati in Brasile e furono messi a lavorare nelle miniere e nelle piantagioni di canna da zucchero e caffè. Gli schiavi non potevano permettersi una grande quantità di cibo e dai loro padroni ricevevano solamente i resti della carne di maiale, come orecchie, zampe e altri scarti dell’animale. Così decisero di unire nel loro pasto quotidiano composto da riso e fagioli anche la carne del maiale, ottenendo così la feijoada.
Secondo gli storici culinari Carlos Augusto Ditadi e Luis da Camara Cascudo la feijoada sarebbe nata in Portogallo. Essa deriva dallo stufato di fagioli e carne di maiale, un procedimento culinario molto usato nell’Europa meridionale, più precisamente in Portogallo. Anche in questo caso la carne di maiale utilizzata era quella meno pregiata, mentre in Brasile il piatto si distingue nell’utilizzo di fagioli neri anziché di quelli rossi, bianchi o dei ceci che invece sono facilmente reperibili in Europa.

## Ricetta
Non esiste una ricetta univoca per la feijoada, e di variazioni sia nella preparazione sia negli ingredienti e accompagnamenti se ne incontrano in tutto il territorio del Brasile. La feijoada è di origini portoghesi (probabilmente nel Nord di questo Paese), ma in Portogallo la ricetta è sensibilmente differente, tanto che quella brasiliana è nota come feijoada à brasileira.
Gli ingredienti tipici sono: acqua, fagioli neri (variante carioca) o bruni (variante baiana), carne di maiale (orecchia, coda, piede, frattaglie, pancetta, lardo, salsiccia), carne di vacca (ventre seccato e salato), spezie e affini (aglio, cipollina verde, peperoncino, alloro, olio...). Generalmente è accompagnata con riso bianco, insalata, arancia tagliata a fette e farofa.
La preparazione consiste in una cottura prolungata dei fagioli, preventivamente messi in ammollo con la carne secca, cui si aggiungono man mano le altre carni e le spezie. La lunga cottura rende il piatto più digeribile di quanto possa sembrare.
In Brasile, per via dei tempi di preparazione impegnativi, non tutti i ristoranti servono la feijoada, e quelli che l'hanno normalmente nel menu la servono in giorni prestabiliti, in genere nel fine settimana.